# Maduráj
Maduráj (tamil nyelven: மதுரை) város India déli részén, Tamilnádu szövetségi államban, amelyben a 3. legnagyobb város. A város lakossága mintegy 1 millió, az agglomerációé 1,46 millió fő volt 2011-ben.
Az egyik legrégibb város Dél-Indiában, a 3-4. században a Pándja Királyság fővárosa volt. A város gopuramjairól (templomkapu tornya) és palotáiról híres. A Nagy Templom (Mínáksí) egy 6 hektáros épületegyüttes része, nevezetessége az Ezer Oszlop Csarnoka.

## Gazdaság
Maduráj jelentős ipari és oktatási központ Tamilnádu államban. Az autó-, gumi-, textil- és vegyipar emelhető ki, illetve az informatikai (IT) és a szoftvergyártó vállalatok termelése.

## Fordítás
- Ez a szócikk részben vagy egészben  a   Madurai című angol Wikipédia-szócikk fordításán alapul.  Az eredeti cikk szerkesztőit annak laptörténete sorolja fel. Ez a jelzés csupán a megfogalmazás eredetét és a szerzői jogokat jelzi, nem szolgál a cikkben szereplő információk forrásmegjelöléseként.
- Ez a szócikk részben vagy egészben  a   Madurai című német Wikipédia-szócikk fordításán alapul.  Az eredeti cikk szerkesztőit annak laptörténete sorolja fel. Ez a jelzés csupán a megfogalmazás eredetét és a szerzői jogokat jelzi, nem szolgál a cikkben szereplő információk forrásmegjelöléseként.